# طي الفواتير للمكفوفين
في الولايات المتحدة، بعض المكفوفين أو ضعاف البصر يقومون بطي أوراق الدولار بطرق محددة حتى يتمكنوا من تحديد فئات الأوراق النقدية عن طريق اللمس. وعلى الرغم من أن بعض الأشخاص لديهم أنظمتهم الخاصة، إلا أن هناك طريقة أوصت بها مؤسسة المكفوفين الأمريكية:
- اترك أوراق النقد بقيمة 1 دولار مفتوحة.
- اطوِ أوراق النقد بقيمة 5 دولارات على طولها.
- اطوِ أوراق النقد بقيمة 10 دولارات حسب العرض.
- اطوِ أوراق العشرين دولارًا طوليًا ثم عرضيًا. أو يمكنك طيّها طوليًا فقط ووضعها في قسم منفصل من محفظتك.[1][2]

على عكس الأوراق النقدية في معظم الدول، فإن جميع فئات العملة الورقية الأمريكية متساوية الحجم، مما يمنع ضعاف البصر من التعرف عليها باللمس. أدى هذا الافتقار المزعوم لإمكانية وصول المكفوفين إلى قضية محكمة عام 2002، المجلس الأمريكي للمكفوفين ضد بولسون. في عام 2006، حكم قاضي المقاطعة الأمريكية جيمس روبرتسون بأن الأوراق النقدية الأمريكية تُثقل كاهل المكفوفين بشكل غير مبرر وتحرمهم من "وصول ذي معنى" إلى نظام العملة الأمريكي. قبل روبرتسون حجة المدعي بأن الممارسة الحالية تنتهك المادة 504 من قانون إعادة التأهيل لعام 1973. ونتيجة لأمر المحكمة، تخطط هيئة النقش والطباعة لإضافة ميزة لمسية بارزة في إعادة تصميم كل ورقة نقدية، باستثناء فئة الدولار الواحد (التي لا يُسمح لها قانونًا بإعادة تصميمها).